# Čepovan
Čepovan (olasz nyelven: Chiapovano, németül: Tschepobon) falu Szlovéniában, a Goriška statisztikai régióban. Közigazgatásilag Nova Goricához tartozik. Lakosságának száma 365 fő.
Čepovanhoz tartoznak az alábbi településrészek: Dol, Drage, Frata, Griva, Lazna, Močile, Podčepovna, Pod Goro (szlovénül: Pod goro), Puštale, Robe, Rut, Šulgi, Tesno, Vrata és Vrše.

## Nevének eredete
A falut először 1301-ben említik Kampowan néven, majd 1377-ben Zampuano néven bukkan fel, majd 1507-ben Tschepawan névalakban fordul elő. Nevének etimológiája két lehetőséget rejt magában: melyek közül az első alapján a latin clampuānum szóból ered, amely Clampētia településhez kapcsolódik. A másik változat szerint a friuli ciamp, azaz mező szóból ered.

## Története
1890-ben Blaž Grčar pap és tanító csipkekészítő iskolát hozott létre a településen a helyi ipar megsegítésére. A települést érintette az első világháború, amelynek következtében a faluban egy elhagyatott katonai temető található. A második világháború idején Vrše településrészen egy partizán tábori kórház működött és egy parancsnoki bunker volt Grudnica irányában, északon. 1944 januárjában partizán tisztképző iskola alakult Čepovanban, melyet hamarosan átköltöztettek Cerknóba. 1944 májusában a Cassibile-i fegyverszünetet követően kerületi partizán konferenciát tartottak, majd regionális konferenciát július 12-én. Az 1944 áprilisában, júliusában és októberében végrehajtott német légitámadások a település nagy részét megsemmisítették.
Čepovanban volt a Čepovan-tömegsír, (szlovénül: Grobišče Čepovan), amely a település magjától északra helyezkedett el. A sírban öt olasz katona földi maradványait temették el, akik 1943. december 18-án estek el a csatákban. A katonák földi maradványait 1999-ben exhumálták és Olaszországba szállították, ahol újratemették őket.

## Templomai
A falu templomát Keresztelő János tiszteletére emelték és a Koperi egyházmegyéhez tartozik. A Puštale településrészen található másik templomát Jézus szent szívének tiszteletére emelték.

## Híres személyek
A településen élt, vagy született híres, ismert személyek a következők:
- Franjo Kafol (1891–1965), kertészmérnök[4]
- Miroslav Plesničar (1872–1929), műfordító[4]
- Anton Podgornik (1881–1964), mezőgazdasági, tejipari és állattenyésztési szakember[4]
- Anton Karel Podgornik (1878–1960), politikus[4]
- Franc Podgornik (1846–1904), újságíró, szerkesztő és műfordító[4]

## Fordítás
- Ez a szócikk részben vagy egészben  a(z)   Čepovan című angol Wikipédia-szócikk ezen változatának fordításán alapul.  Az eredeti cikk szerkesztőit annak laptörténete sorolja fel. Ez a jelzés csupán a megfogalmazás eredetét és a szerzői jogokat jelzi, nem szolgál a cikkben szereplő információk forrásmegjelöléseként.